# Christian Finnsgård
Christian Finnsgård es un deportista sueco que compitió en vela en la clase Star. Ganó una medalla de oro en el Campeonato Mundial de Star de 2001.

## Palmarés internacional
| \| Campeonato Mundial \| Campeonato Mundial \| Campeonato Mundial \| Campeonato Mundial \| \| Año \| Lugar \| Medalla \| Clase \| \| ------------------ \| ------------------------ \| ------------------ \| ------------------ \| \| 2001 \| Medemblik (Países Bajos) \| Medalla de oro \| Star \| |                          |                |       |
| Campeonato Mundial |                          |                |       |
| Año | Lugar                    | Medalla        | Clase |
| 2001 | Medemblik (Países Bajos) | Medalla de oro | Star  |